# Đại học Kinh tế Katowice

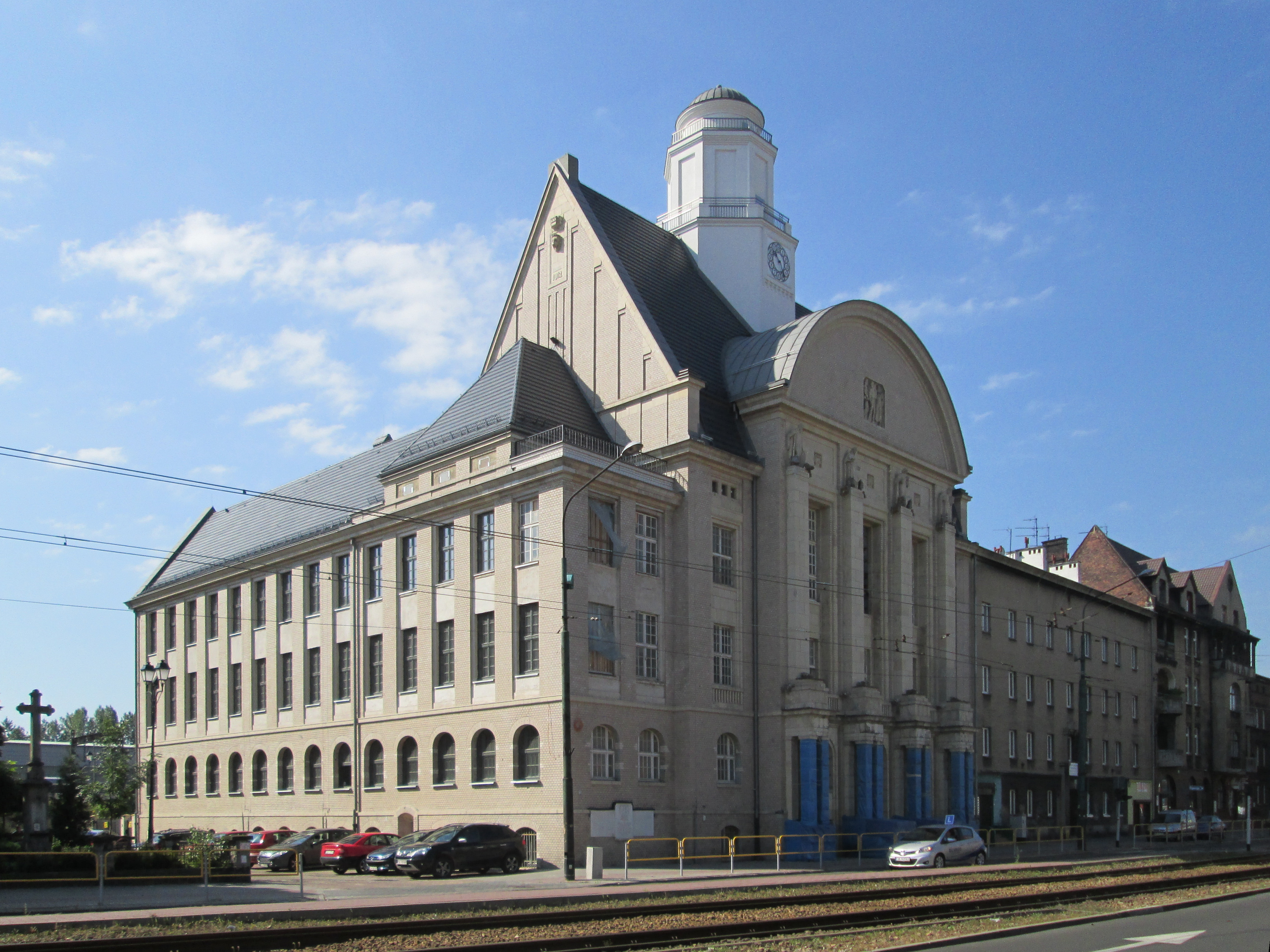
Văn phòng hiệu trưởng

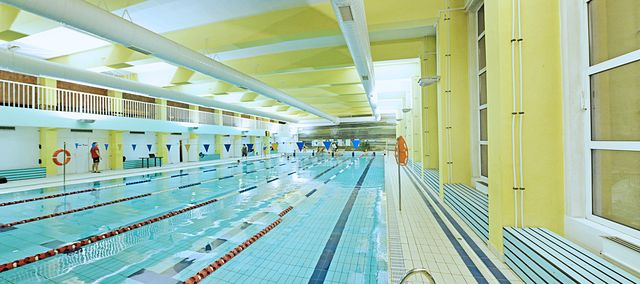
Bể bơi - tòa nhà C

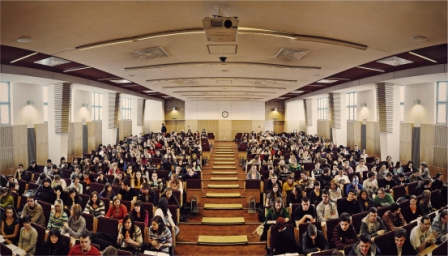
Aula A - tòa nhà A

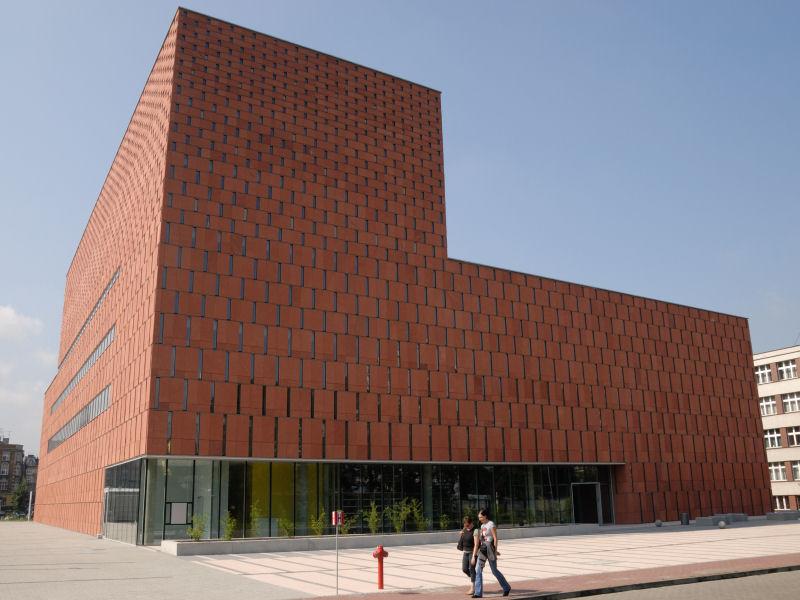
Trung tâm thông tin khoa học và thư viện học thuật

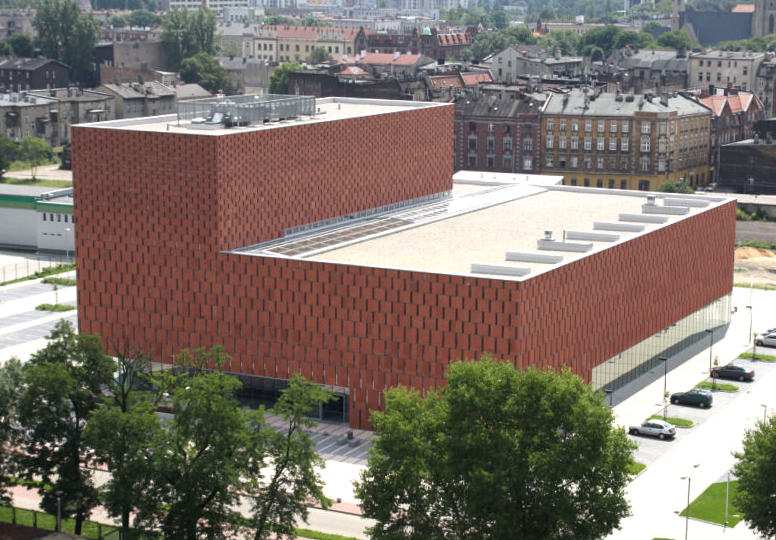
Trung tâm thông tin khoa học và thư viện học thuật

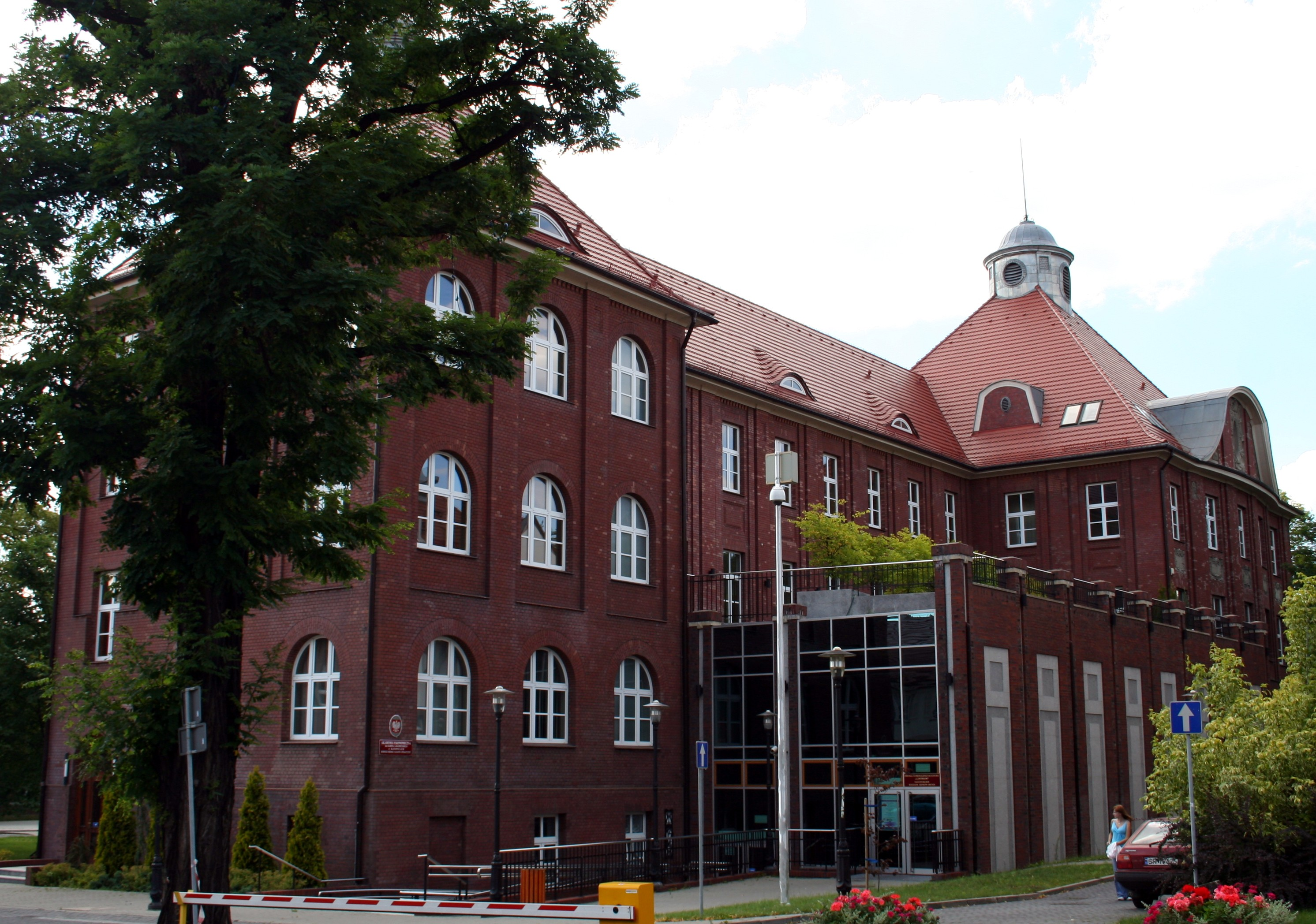
Khuôn viên ở Rybnik

 Đại học Kinh tế tại Katowice là một tổ chức giáo dục đại học có trụ sở tại Katowice, Ba Lan. 

## Lịch sử
Đại học Kinh tế - sau đó là Đại học Khoa học Xã hội và Kinh tế - mở cửa chào đón sinh viên vào ngày 11 tháng 1 năm 1937 khi các bài giảng đầu tiên tại Khoa Tổ chức Công nghiệp diễn ra. Hiệu trưởng đầu tiên của trường đại học là Tiến sĩ Józef Lisak. Không lâu sau khi thành lập trường Đại học, Thế chiến II bắt đầu và trường học bị đóng cửa từ tháng 9 năm 1939 đến tháng 2 năm 1945.
Sau thế chiến II, số lượng sinh viên tăng lên rất nhanh và Ban giám hiệu Đại học đã quyết định chuyển cả các bộ phận học thuật và hành chính từ các tòa nhà Śląskie Techniczne Zakłady Naukowe (Trường Công nghệ Silesian) sang tòa nhà thành phố cũ ở Katowice-Zawodzie (Văn phòng Hiệu trưởng) và Tòa nhà A tại đường phố Bogucicka. Năm học 1946/1947 được khánh thành trong các tòa nhà mới.
Năm 1950, chính phủ Ba Lan quyết định chuẩn hóa giáo dục kinh tế trong cả nước. Vào thời điểm đó, tên của Trường được đổi thành Trường Cao đẳng Quản trị Kinh tế. Năm 1972, để kỷ niệm 35 năm thành lập, Trường được đặt tên là Karol Adamiecki và hai năm sau, trường có được tên gọi như hiện tại.
Những thay đổi mới nhất bao gồm hiện đại hóa các tòa nhà cũ, cũng như việc mở các cơ sở giáo dục mới. Tổ chức của Trường cũng đã trải qua một số thay đổi liên quan đến số lượng khoa và chuyên ngành ngày càng tăng, như việc thành lập Khoa Tài chính và Bảo hiểm năm 2002 và Khoa Tin học và Truyền thông năm 2009.
Theo quyết định của Quốc hội Ba Lan, kể từ ngày 1 tháng 10 năm 2010, tên của tổ chức tại Ba Lan thay đổi từ "Akademia Ekonomzna im. Karola Adamieckiego w Katowicach" thành "Uniwersytet Ekonomzny w Katowicach".

## Hiệu trưởng trường đại học
Đại học Kinh tế Katowice (2010) 
(2016-nay) Robert Tomanek (2012-2016) Leszek abiński (2008-2012) Jan Pyka
Học viện Kinh tế Karol Adamiecki ở Katowice (1972) 
(2002-2008) Florian Kuźnik (1996-2002) Jan Wojtyła (1993-1996) Lucyna Frąckiewicz (1990-1993) Krzysztof Zadora (1982-1990) Jerzy Rokita (1975-1982) Zbigniew Messner (1965-1975) Alojzy Melich
Trường Quản trị Kinh tế Quốc gia (1949) / Trường Kinh tế (1950) 
(1958-1965) Józef Szaflarski (1956-1958) Mary Frank (1952-1956) Golddzik (1949-1952) Zygmunt Izdebski
Trường Khoa học Kinh tế Xã hội (1936) (1937-1939; 1945-1949) Józef Lisak

## Ban Giám hiệu
Hiệu trưởng
- Giáo sư Robert Tomanek, tiến sĩ

Phó Hiệu trưởng Giáo dục và Quốc tế hóa
- Giáo sư Sławomir Smyczek, tiến sĩ

Phó hiệu trưởng về các vấn đề khoa học và học thuật
- Giáo sư Barbara Kos, tiến sĩ

Trưởng khoa Kinh doanh, Tài chính và Quản trị
- Tomasz Zieliński, tiến sĩ

Trưởng khoa Kinh tế
- Giáo sư Celina Olszak, tiến sĩ

Trưởng khoa Tài chính và Bảo hiểm
- Giáo sư Andrzej Piosik, tiến sĩ

Trưởng khoa Tin học và Truyền thông
- Giáo sư Jerzy Gołuchowski, tiến sĩ

Trưởng khoa quản lý
- Giáo sư Krystyna Jędralska, Ph.D.

## Đầu vào

### Nghiên cứu bằng tiếng Anh
- Bằng cử nhân kinh doanh quốc tế
- Bằng cử nhân Tài chính và Kế toán cho Doanh nghiệp
- Bằng thạc sĩ kinh doanh quốc tế
- Bằng thạc sĩ kinh doanh và tài chính châu Âu
- Bằng thạc sĩ kép về quản lý rủi ro và tài sản định lượng
- Bằng thạc sĩ tài chính và kế toán cho kinh doanh quốc tế

### Nghiên cứu bằng tiếng Ba Lan
- Analityka Gospodarcza / Phương pháp định lượng cho kinh tế và kinh doanh
- Dziennikarstwo i Komunikacja Społeczna / Báo chí và truyền thông xã hội
- Kinh tế / Kinh tế
- Finanse i Rachunkowość / Tài chính và Kế toán
- Finanse i Zarządzanie w Oyncie Zdrowia / Quản lý và tài chính chăm sóc sức khỏe
- Finanse menedżerskie / Tài chính quản lý
- Gospodarka i Zarządzanie Publiczne / Quản lý kinh tế và công cộng
- Gospodarka Przestrzenna / Phát triển và kinh tế không gian
- Gospodarka Turystyczna / Quản lý du lịch và du lịch
- Tin học / Tin học
- Informatyka i Ekonometria / Tin học và Kinh tế lượng
- Logistyka / Hậu cần
- Logistyka inżynierska / Hậu cần kỹ thuật
- Międzynarodowe Stosunki Gospodarcze / Quan hệ kinh tế quốc tế
- Prenedsiębiorczość i Finanse / Enterpreunership and Finance
- Zarządzanie / Quản lý

### Khoa
Trường đại học được chia thành năm khoa:
- Khoa Kinh doanh, Tài chính và Quản trị
- Khoa kinh tế
- Khoa Tài chính và Bảo hiểm
- Khoa Tin học và Truyền thông
- Khoa Quản lý

### Các đơn vị
Ngoài ra, trường còn có các tổ chức liên khoa: Trung tâm Ngoại ngữ, Trung tâm Nghề nghiệp, Trường Ngôn ngữ Kinh doanh Silesian, Khoa Giáo dục Thể chất và Thể thao, v.v. Trung tâm liên ngành ngoại ngữ cung cấp các khóa học ngôn ngữ trong chín ngôn ngữ: tiếng Anh, tiếng Đức, tiếng Pháp, tiếng Tây Ban Nha, tiếng Ý, tiếng Trung, tiếng Do Thái, tiếng Nga và tiếng Ukraina, mỗi cấp ở sáu cấp độ khác nhau. Ngoài ra còn có khóa học tiếng Ba Lan dành cho người nước ngoài. Bộ Giáo dục Thể chất và Thể thao cung cấp các hoạt động thể thao khác nhau như bóng đá, bóng chuyền, tennis, lớp học bơi, yoga và phòng tập thể dục. Sinh viên tài năng trong nghệ thuật và âm nhạc cũng có thể tham gia Dàn hợp xướng đại học hoặc "Silesianie" - Ca khúc và điệu nhảy.
Đại học Kinh tế Katowice cũng cung cấp chương trình Nghiên cứu Tiến sĩ về kinh tế, quản lý và tài chính. Một khoa khác của trường đại học Kinh doanh và Quản trị Silesian, nơi cung cấp các nghiên cứu sau đại học cũng như đào tạo thực tế trong các lĩnh vực quản lý, tài chính và công nghệ thông tin.

## Dành cho sinh viên

### Chỗ ở
Ký túc xá nằm cách các tòa nhà chính của Đại học chính ở Ligota - một khu vực xanh và yên tĩnh của Katowice, với trung tâm và ga xe lửa riêng, khoảng 20 phút đi xe buýt đến trường. Ký túc xá nằm gần khu dân cư sinh viên lớn bao gồm ký túc xá của hầu hết các cơ sở giáo dục đại học ở Katowice.

### Tổ chức sinh viên
Có nhiều tổ chức dành cho sinh viên, hiệp hội và câu lạc bộ khoa học tại trường Đại học, nơi sinh viên có thể có được kinh nghiệm chuyên môn, ví dụ như trong quản lý dự án. Hơn nữa, họ có nhiều cơ hội để phát triển các kỹ năng mềm như làm việc nhóm, lập kế hoạch và tổ chức, liêm chính, giải quyết vấn đề hoặc kỹ năng liên văn hóa.

## Khuôn viên

### Katowice & Rybnik
Đại học Kinh tế tại Katowice hoạt động trên hai cơ sở: tại Katowice và Rybnik. Katowice là cơ sở chính, tọa lạc tại khu phố Zawodzie, cách khoảng 2 km (1,24 dặm) từ trung tâm thành phố. Trường đại học chuyển đến địa điểm này vào năm 1946 và kể từ đó, nhiều khoản đầu tư đã được hoàn thành. Tòa nhà A là tòa nhà ban đầu của trường đại học và vẫn là tòa nhà chính, với khán phòng lớn nhất - Aula Maior - có thể chứa tới 400 người. Tòa nhà C dành riêng cho thể thao và có hồ bơi và phòng tập thể dục.

### CNTI
Trung tâm công nghệ thông tin tiên tiến (viết tắt tiếng Ba Lan: CNTI):
- tòa nhà thông minh,
- đầu tư hơn 50 triệu PLN,
- môi trường học tập hiện đại,
- dịch vụ kinh tế và quản lý cho doanh nghiệp,
- cơ sở hội nghị,
- giải pháp quản lý tòa nhà thân thiện với môi trường.

### CINiBA
Trung tâm thông tin khoa học và thư viện học thuật (viết tắt tiếng Ba Lan: CINiBA) là một dự án chung của Đại học Silesia và Đại học Kinh tế tại Katowice. Mục tiêu của dự án là xây dựng và mở một thư viện khoa học hiện đại, đáp ứng các tiêu chuẩn của thế kỷ 21 về mặt hiển thị thông tin cần thiết để thực hiện các chương trình nghiên cứu ở cả hai trường đại học này, cải thiện chất lượng giảng dạy thông qua việc tăng tiềm năng nghiên cứu, cải thiện sự sẵn có của các tài liệu khoa học trong khu vực, cũng như tăng vai trò của Đại học Silesia và Đại học Kinh tế trong quan hệ khoa học quốc tế.